# Micropsectra utonaitertia
Micropsectra utonaitertia är en tvåvingeart som beskrevs av Sasa 1988. Micropsectra utonaitertia ingår i släktet Micropsectra och familjen fjädermyggor. Inga underarter finns listade i Catalogue of Life.